# 王恒勤
王恒勤（1955年3月—），河南南阳社旗县大冯营乡人，汉族，中华人民共和国政治人物。
毕业于吉林省委党校经济管理专业。加入中共，担任中央司法警官学院院长和国家律师学院院长。2003年，担任第十届全国人民代表大会代表。2008年，继任全国人大代表。